# Великий Куст
Великий Куст — опустевшая деревня в Вельском районе Архангельской области. Входит в состав   Муниципального образования «Хозьминское».

## География
Деревня расположена в южной части Архангельской области, в таёжной зоне, в пределах северной части Русской равнины, в 45 километрах на северо-запад от города Вельска, на правом берегу реки Вель.
Часовой пояс
Великий Куст, как и вся Архангельская область, находится в часовой зоне МСК (московское время). Смещение применяемого времени относительно UTC составляет +3:00.

## Население
| 2002 | 2010 | 2012 | 2014 |
| ---- | ---- | ---- | ---- |
| 0    | →0   | →0   | →0   |

## История
В материалах оценочно-статистического исследования земель Вельского уезда упомянуто, что в 1900 году в административном отношении деревня входила в состав Хозьминского сельского общества Есютинской волости. На момент переписи в селении Великокустовская находилось 5 хозяйств, в которых проживало 18 жителей мужского пола и 15 женского.